# Lachlan Olbrich
Lachlan Olbrich, né le 30 décembre 2003 à Adélaïde en Australie, est un joueur australien de basket-ball évoluant aux postes d'ailier fort et pivot. Il mesure 2,05 m.

## Biographie
Le 25 juin 2025, il est sélectionné par la franchise des Lakers de Los Angeles en 55e position de la draft 2025 de la NBA.

## Statistiques

### Universitaires
| Saison    | Équipe            | Matchs | Titul. | Min./m | % Tir | % 3pts | % LF | Rbds/m. | Pass/m. | Int/m. | Ctr/m. | Pts/m. |
| --------- | ----------------- | ------ | ------ | ------ | ----- | ------ | ---- | ------- | ------- | ------ | ------ | ------ |
| 2022-2023 | UC Riverside (en) | 34     | 33     | 27.9   | .479  | .292   | .556 | 6.1     | 1.4     | .7     | .5     | 11.4   |

## Palmarès et distinctions individuelles

### Universitaire
- Big West Freshman of the Year (2023)

### Professionnel
- Champion NBL (2025)